# Germanicolo
Il germanicolo è un triterpene pentaciclico.
È stato isolato in svariate piante, tra le quali, la salvia, la Lactuca virosa e l'Euphorbia balsamifera.